# Manettia pectinata
Manettia pectinata är en måreväxtart som beskrevs av Thomas Archibald Sprague. Manettia pectinata ingår i släktet Manettia och familjen måreväxter. Inga underarter finns listade i Catalogue of Life.